# Kalapara
Kalapara (en bengali : কলাপাড়া) est une upazila du Bangladesh dans le district de Patuakhali. En 1991, on y dénombrait 174 921 habitants.